# Sempervivum globiferum
Sempervivum globiferum és una espècie de planta crassa de la família de les crassulàcies.

## Descripció
Sempervivum globiferum és una suculenta perenne amb una roseta hemisfèrica de fulles de 2,5-4 cm d'ample i una tija floral de 10-20 cm. Les fulles de la roseta són espatulades, corbes i carnoses, amb un marge sencer, generalment amb puntes de color marró vermellós, mentre que les fulles de la tija són ovades. Aquestes plantes tenen flors acampanades actinomorfes de color groc-verdós pàl·lid o groc amb sis pètals, d'1 cm d'amplada aproximadament. Floreixen de juny a agost.
Sempervivum globiferum produeixen petits desplaçaments en forma de globus que s'uneixen lleugerament i es desprenen fàcilment i es desprenen de la planta mare. Les compensacions sobreviuen a la roseta principal, que és monocàrpica. Es reprodueixen mitjançant compensacions a més de produir llavors mitjançant reproducció sexual.

## Distribució i hàbitat
Sempervivum globiferum viu als Alps orientals i meridionals, als Carpats i als Balcans occidentals des del sud fins al nord d'Albània.
Aquesta espècie es pot trobar a les regions de muntanya en zones rocoses amb una elevació de 1100-2200 m sobre el nivell del mar.

## Subespècies
- Sempervivum globiferum subsp. hirtum (L.) 't Hart i Bleij (sinònim: Jovibarba hirta)
- Sempervivum globiferum subsp. arenarium (W.D.J.Koch) 't Hart i Bleij (sinònim: Jovibarba hirta subsp. arenaria) té rosetes més petites, normalment d'uns 25 mm de diàmetre, de vegades amb fulles de puntes vermelles. No els agraden els hiverns humits. Habita al sud dels Alps, Carpats i Balcans.
- Sempervivum globiferum subsp. allionii (Jord. i Fourr.) 't Hart i Bleij (sinònim: Jovibarba allionii).[1]